# Дауренбеков, Тастемир
Тастемир Дауренбеков (1893, аул Костобе, Аулиеатинский уезд, Сырдарьинская область, Российская империя — 1974, Джамбулская область, Казахская ССР) — старший табунщик колхоза «Кенес-Тюбе» Таласского района Джамбулской области, Казахская ССР. Герой Социалистического Труда (1948).

## Биография
Происходит из рода Шымыр племени дулат.  Родился в 1893 году в семье животновода в селе Костобе Аулиеатинского уезда. С раннего возраста трудился в сельском хозяйстве. Во время коллективизации в 1930 году вступил в сельскохозяйственную артель «Кенестюбе» (позднее — колхоз «Кенес-Тюбе», «Кзыл-Октябрь») Таласского района. Трудился поливальщиком, с 1935 года — табунщиком. В послевоенное время назначен старшим табунщиком в этом же колхозе.
Бригада под его руководством ежегодно показывала высокие трудовые результаты в коневодстве. В 1947 году бригада вырастила при табунном содержании 72 жеребёнка от 72 кобыл. Указом Президиума Верховного Совета СССР от 23 июля 1948 года удостоен звания Героя Социалистического Труда за «получение высокой продуктивности животноводства в 1947 году» с вручением ордена Ленина и золотой медали «Серп и Молот» (№ 2511).
Этим же Указом званием Героя Социалистического Труда были награждены председатель колхоза «Кенес-Тюбе» Байгельда Кейкиев, заведующие фермами Куртибай Джанбосынов, Науат Егембердиева, заведующий коневодством Шинтас Тлебаев, старший табунщик Нуртай Бейсалиев и старший чабан Рыскулбек Тургимбаев. 
Трудился в колхозе «Кзыл-Октябрь» Таласского района более двух десятилетий. После выхода на пенсию проживал в Джамбулской области. Дата смерти не установлена.